# Al-Chums
Al-Chums (Al-Khums) – miasto w północno-zachodniej Libii, nad Morzem Śródziemnym, oddalone o 120 km na wschód od Trypolisu, jeden z ośrodków administracyjnych. Liczy około 207 tys. mieszkańców. "Al-chums" oznacza po arabsku „jedna piąta”, „piąta część”; zapewne chodzi tu o „piątą część” łupów, które wodzowie musieli przekazywać wspólnocie muzułmańskiej po wygranej kampanii. Między miastami Al-Chums i Zliten znajduje się ujście jedynej stałej, nie okresowej rzeki w Libii, Wadi Ka'am. Bierze ona początek na wzgórzach w okolicy miasta Misallata jako Wadi Tareglat, po czym płynie pod ziemią i pojawia się na odcinku kilku kilometrów przed ujściem do morza.

## Ruiny Leptis Magna
Na przedmieściach Al-Chums mieszczą się ruiny zabytkowego miasta Leptis Magna, miejsca urodzin cesarza rzymskiego Septymiusza Sewera (193-211), założyciela dynastii Sewerów panującej imperium rzymskim w latach (193-235).

## Zabytki sprzed inwazji Włochów (1911)
Najstarszymi meczetami na terenie miasta Al-Chums są meczet asz-szajcha Ahmada Ibn Muhammad Ibn Dżuha z ok. 1590 roku (999 ery hidżry) z przyległym do niego grobowcem (darih) oraz meczet o nazwie Masdżid al-basza z 1904 roku (1322 ery hidżry), czyli na krótko przed inwazją Włoch na Libię (1911–1912). Na uwagę zasługuje meczet na drodze z Al-Chums do pobliskiego Suk al-Chamis, około 16 km na wschód od Al-Chums, noszący imię asz-szajcha Alego al-Fardżani (zm. 1573) i liczący ponad 400 lat, lecz wielokrotnie przebudowywany. Meczet składa się z dziedzińca, sali modłów z mihrabem i minbarem, umywalni do ablucji rytualnych, jednego minaretu, grobowca (darih) oraz pomieszczenia do nauki (zawija). Latem 1866 przeciągnięto pierwszą linię telegraficzną z Trypolisu do Al-Chums.

## Polonica
W latach 1986–1998 na przedmieściach Al-Chums znajdowała się baza polskiego Przedsiębiorstwa Eksportu Budownictwa Komunikacyjnego Dromex S.A., w której mieszkało kilkuset polskich inżynierów i robotników. Zajmowali się oni budową dróg, mostów i innych elementów infrastruktury.